# Klaus Fürlinger

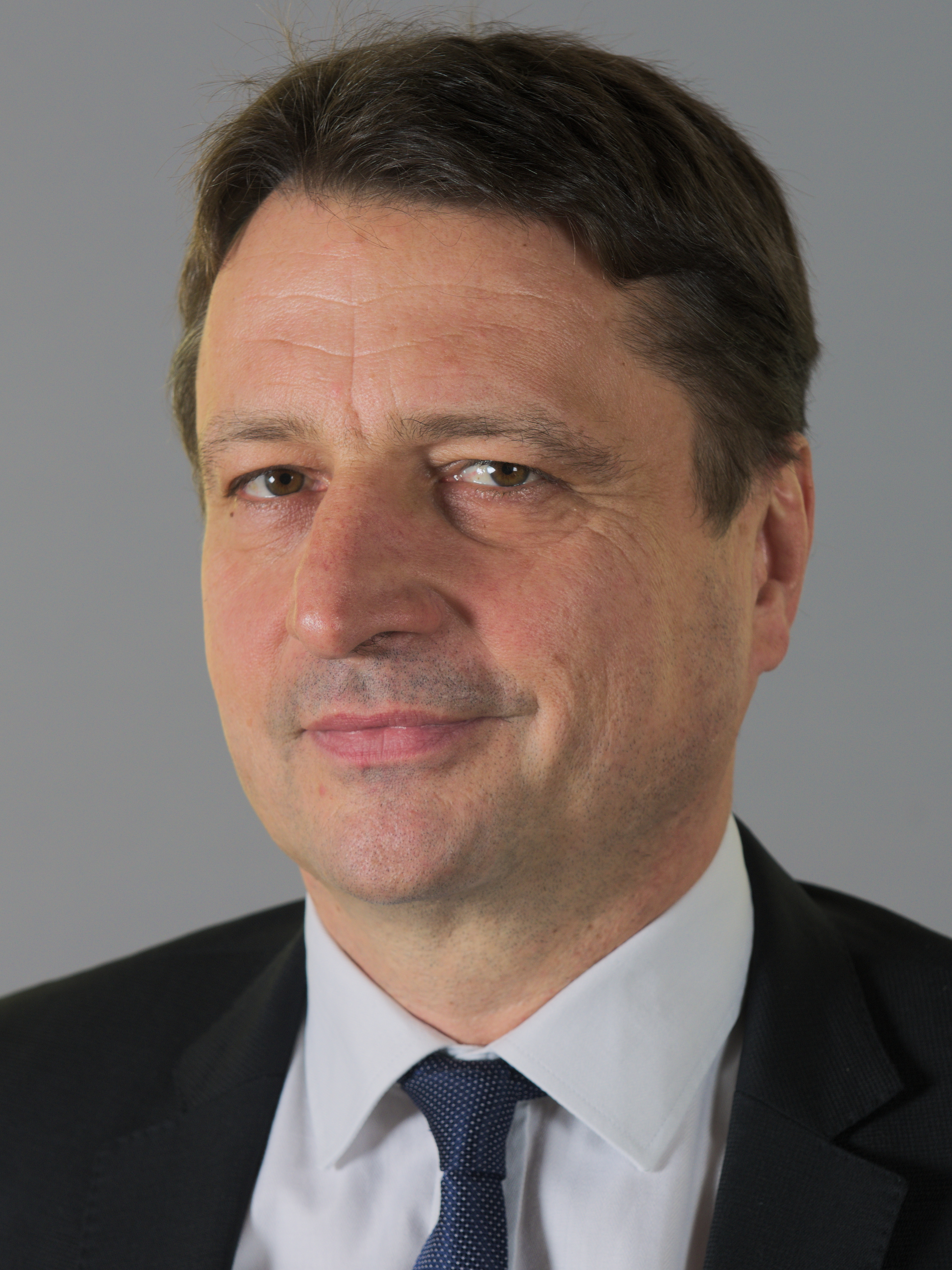
Klaus Fürlinger (2017)

Klaus Fürlinger (* 1. Juni 1965 in Linz) ist ein österreichischer Politiker (ÖVP) sowie Rechtsanwalt. Er ist seit 2017 Abgeordneter zum österreichischen Nationalrat. Zuvor war er von 2012 bis 2017 aus dem Bundesland Oberösterreich entsandtes Mitglied des Bundesrates.

## Ausbildung und Beruf
Klaus Fürlinger besuchte von 1975 bis 1983 das Akademische Gymnasium in Linz und legte dort die Matura ab. Er leistete vom 1. Jänner 1984 bis zum 31. August 1984 seinen Präsenzdienst in Linz-Ebelsberg ab und studierte in der Folge ab 1984 Rechtswissenschaften an der Johannes-Kepler-Universität Linz sowie der Paris-Lodron-Universität Salzburg. 1991 schloss Fürlinger sein Studium mit dem akademischen Grad Mag. iur. ab und arbeitete in der Folge von 1992 bis 1996 als Rechtsanwaltsanwärter. Seine Gerichtspraxis absolvierte er am Bezirksgericht und Landesgericht Linz. 1995 legte er erfolgreich die Rechtsanwaltsprüfung ab, woraufhin er seit 1996 als Rechtsanwalt arbeitet. Zwischen den Jahren 1997 und 1998 bildete sich Fürlinger zudem durch einen Europarechtslehrgang zum Akademischen Europarechtsexperten an der Universität Linz weiter.

## Politik und Funktionen
Fürlinger engagierte sich während seiner Schulzeit von 1985 bis 1987 als Landesobmann der Schülerunion in Oberösterreich und wurde 2002 Ortsparteiobmann der ÖVP Römerberg. Er wurde am 12. November 2009 als Gemeinderat der Stadt Linz angelobt und wurde im selben Jahr zum Klubobmann der ÖVP im Linzer Gemeinderat gewählt, was er bis 2012 blieb. Am 5. Juli 2012 wurde er zudem Mitglied des Bundesrates, wobei er im Bundesrat zunächst als Mitglied im Ausschuss für Unterricht, Kunst und Kultur, als Mitglied im Ausschuss für Wissenschaft und Forschung sowie als Mitglied im Gleichbehandlungsausschuss des Bundesrates wirkte. Anschließend war er in den Ausschüssen für Verkehr, Justiz und Kunst tätig. Bei der Nationalratswahl 2017 konnte Klaus Fürlinger ein Grundmandat im Regionalwahlkreis Linz und Umgebung erreichen und über dieses in den Nationalrat einziehen. Als Abgeordneter zum Nationalrat wurde er am 9. November 2017 angelobt, seine Nachfolgerin im Bundesrat wurde Doris Schulz.
Fürlinger saß für seine Fraktion im Ibiza-Untersuchungsausschuss. Dabei sorgte er für Aufsehen, als bei der zweiten Befragung des Parteiobmanns der ÖVP und damaligen Bundeskanzlers Sebastian Kurz durch seine Fragen und Kurz’ Antworten die Hälfte der gesamten Befragungszeit verbraucht wurde. Die Fraktionen der Grünen und der NEOS kamen auch aufgrund dessen zu keiner Fragemöglichkeit bei dieser Befragung.
Er ist innerparteilich des Weiteren Mitglied des Stadtparteivorstandes der Stadt Linz und wirkt seit 2006 als Mitglied der Bezirksleitung des Österreichischen Wirtschaftsbundes Linz-Stadt. Seine politischen Arbeitsschwerpunkte sind nach eigenen Angaben die Themen Justiz, Unterricht und Wissenschaft, Wirtschaft und Finanzen.
Fürlinger ist seit 2009 Mitglied des Landesschulrates für Oberösterreich. Des Weiteren engagierte er sich als Schriftführer im Linzer Golf Club Luftenberg und war Obmann der Elternvereinigung der Volksschule Römerbergschule VS 6 in Linz. Heute ist er Obmann des Elternvereins des Akademischen Gymnasiums Linz. Zudem ist er Urphilister und war Philistersenior der Katholisch-Österreichischen Studentenverbindung Nibelungia 1901 zu Linz im MKV. Er ist Ehrenmitglied der KÖStV Severina Linz und der KÖHV Maximiliana Linz im ÖCV.

## Privates
Fürlinger ist verheiratet und Vater von zwei Kindern.

## Auszeichnungen
- 2024 Großes Silbernes Ehrenzeichen für Verdienste um die Republik Österreich[4]